# Elaphoglossum cuspidatum
Elaphoglossum cuspidatum là một loài thực vật có mạch trong họ Lomariopsidaceae. Loài này được (Willd.) T. Moore mô tả khoa học đầu tiên năm 1857.